# ㄸ
Ssangdigeut (litera: ㄸ, kor. 쌍디귿, w Korei Północnej doendieut, kor. 된디읃) – spółgłoska dziąsłowa należąca do grupy pisma hangul, do oznaczenia spółgłoski zwartej dziąsłowej bezdźwięcznej [t]. Według transkrypcji McCune’a-Reischauera spółgłoska brzmi "tt".. Powstała na podstawie litery ㄷ.
Dźwięk spółgłoski brzmi jak "t".

## Pismo

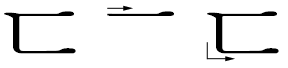
Kolejność stawiania kresek